# Championnat du monde féminin de floorball
Le championnat du monde féminin de floorball se tient tous les deux ans depuis 1997 (un an après le championnat masculin). Ce championnat est actuellement dominé par des équipes nordiques (Suède et Finlande en tête). Tout comme son homologue masculin, le championnat est divisé en plusieurs divisions (A et B). À chaque édition, le premier de la division B est qualifié pour le championnat A, tandis que le dernier de la division A est rétrogradé en division B.

## Palmarès Division A
| Année | Or       | Argent   | Bronze             | Lieu               |
| ----- | -------- | -------- | ------------------ | ------------------ |
| 1997  | Suède    | Finlande | Norvège            | Finlande           |
| 1999  | Finlande | Suisse   | Suède              | Suède              |
| 2001  | Finlande | Suède    | Norvège            | Lettonie           |
| 2003  | Suède    | Suisse   | Finlande           | Suisse             |
| 2005  | Suisse   | Finlande | Suède              | Singapour          |
| 2007  | Suède    | Finlande | Suisse             | Danemark           |
| 2009  | Suède    | Suisse   | Finlande           | Suède              |
| 2011  | Suède    | Finlande | République tchèque | Suisse             |
| 2013  | Suède    | Finlande | Suisse             | République tchèque |
| 2015  | Suède    | Finlande | Suisse             | Finlande           |
| 2017  | Suède    | Finlande | Suisse             | Slovaquie          |
| 2019  | Suède    | Suisse   | Finlande           | Suisse             |
| 2021  | Suède    | Finlande | Suisse             | Suède              |
| 2023  | Suède    | Finlande | République tchèque | Singapour          |
| 2025  |          |          |                    | République tchèque |

## Palmarès Division B
| Année | Or        | Argent     | Bronze    | Lieu      |
| ----- | --------- | ---------- | --------- | --------- |
| 1999  | Autriche  | Japon      | Australie | Suède     |
| 2001  | Russie    | Danemark   | Pologne   | Lettonie  |
| 2003  | Japon     | Pologne    | Italie    | Suisse    |
| 2005  | Danemark  | États-Unis | Singapour | Singapour |
| 2007  | Pologne   | Allemagne  | Hongrie   | Danemark  |
| 2009  | Australie | Hongrie    | Allemagne | Suède     |